# Dulichiopsis cyclops
Dulichiopsis cyclops är en kräftdjursart som först beskrevs av Gurjanova 1946.  Dulichiopsis cyclops ingår i släktet Dulichiopsis och familjen Podoceridae. Inga underarter finns listade i Catalogue of Life.